# Реут, Иван Григорьевич
Иван Григорьевич Реут (1884—1962) — полковник 20-го стрелкового полка, герой Первой мировой войны, участник Белого движения.

## Биография
Из мещан. Уроженец Могилёвской губернии. Общее образование получил в Мстиславском городском трёхклассном училище.
В 1910 году окончил Виленское пехотное юнкерское училище, откуда выпущен был подпоручиком в 20-й стрелковый полк.
В Первую мировую войну вступил в должности заведующего разведчиками названного полка. Пожалован Георгиевским оружием
За то, что 24 августа 1914 года, командуя разведчиками и пробравшись через расположение противника, выяснил и донес о сосредоточении сил его у г. Аленштейн, а затем 25, 26 и 27 августа 1914 года, производя разведки в расположении неприятеля, давал ценные сведения о нем, неоднократно вступая при этом в бой; 28 же августа 1914 года, при отходе частей боевого участка, принял под свое командование знаменный взвод и вывел знамя из сферы артиллерийского и ружейного огня.
Произведён в поручики 25 октября 1914 года «за выслугу лет». Удостоен ордена Св. Георгия 4-й степени
За то, что 10 и 11 февраля 1915 года у д. Чернотржевы, командуя разведчиками, подвергая свою жизнь явной опасности, произвел рекогносцировку расположения противника и сделал съемку неприятельской позиции, что повлекло за собою овладение этой позиции без значительных потерь.
Произведен штабс-капитаны 6 ноября 1915 года «за отличия в делах против неприятеля», в капитаны — 18 марта 1916 года, в подполковники — 26 марта того же года, в полковники — 4 августа 1917 года.
В Гражданскую войну участвовал в Белом движении на Юге России. Во ВСЮР и Русской армии — во 2-м армейском запасном батальоне до эвакуации Крыма. Эвакуировался из Севастополя на транспорте «Корнилов».
В эмиграции в США. Скончался в 1962 году в Нью-Йорке. Похоронен на кладбище Новодивеевского монастыря. Его жена Екатерина Евгеньевна (1895—1988) похоронена там же.

## Награды
- Орден Святого Станислава 3-й ст. с мечами и бантом (ВП 12.03.1915)
- Георгиевское оружие (ВП 18.03.1915)
- Орден Святой Анны 3-й ст. с мечами и бантом (ВП 29.04.1915)
- Орден Святого Георгия 4-й ст. (ВП 29.05.1915)
- Высочайшее благоволение «за отличия в делах против неприятеля» (ВП 23.01.1916)
- Орден Святой Анны 2-й ст. с мечами (ВП 31.05.1916)
- Орден Святого Станислава 2-й ст. с мечами (ВП 6.06.1916)
- Орден Святого Владимира 4-й ст. с мечами и бантом (ВП 12.02.1917)